# Varanus bushi
Varanus bushi là một loài thằn lằn trong họ Varanidae. Loài này được Aplin, Fitch & King mô tả khoa học đầu tiên năm 2006.